# Sven Kjerr

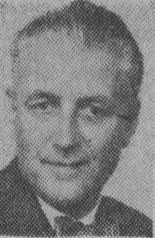
Sven Kjerr

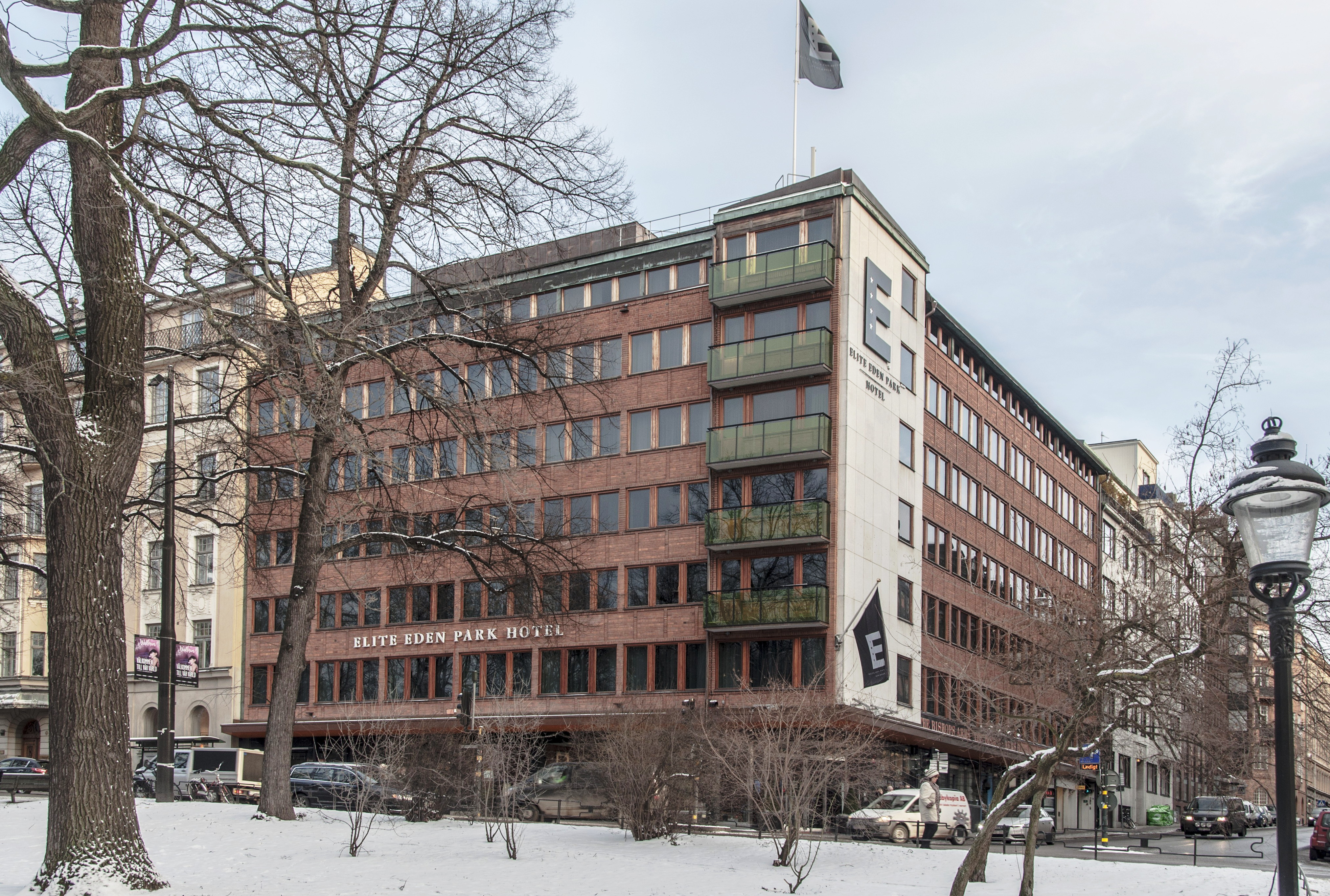
Bolidens f.d. huvudkontor vid Sturegatan 22 i Stockholm (se Rotundan 3).

Sven Ferdinand Kjerr, född 22 september 1909 i Kungsholms församling, Stockholm, död 3 augusti 1997 i Saltsjöbaden, var en svensk arkitekt.

## Biografi
Kjerr, som var son till kakelugnsmakaren Ferdinand Teodor Kjerr och Anna Cecilia Jansson, utexaminerades från Tekniska skolan, Byggnadsyrkesskolan, i Stockholm 1930. Efter några praktikår på bland annat Kooperativa förbundets arkitektkontor blev han antagen som specialelev  vid arkitektutbildningen på Kungliga Tekniska Högskolan i Stockholm. Han utexaminerades 1939 och var under kriget anställd som sektionschef vid Flygförvaltningens byggnadsavdelning, och hade där ansvaret för tillkomsten av flera flygflottiljer, bland annat F16 med Flygkadettskolan. 
Från 1945 bedrev därefter egen arkitektverksamhet med Boliden AB som huvuduppdragsgivare. För dem ritade Kjerr bland annat huvudkontoret, fastigheten Rotundan 3 på Östermalm i Stockholm (färdig 1959). Därtill kom uppdrag från läkemedelsbolaget Citrum, Kabi samt AB Atomenergi med Studsvik som största uppgiften. Han ritade därutöver bland annat villor i Stocksund och Stockholm 1929–1945, centrallaboratorium i Skelleftehamn 1948 och kontorshus med butiker i Stockholm 1958–1959.